# RainbowHouse Brussels
Het RainbowHouse Brussels voorheen Regenbooghuis (Frans: La Maison Arc-en-Ciel) is de koepel van Nederlandstalige en Franstalige holebi-verenigingen van de Brusselse regio. Het RainbowHouse is gevestigd aan de Kolenmarkt 42 in Brussel.

## Geschiedenis
In navolging van Antwerpen, Gent en Hasselt wilden ook de holebi-verenigingen van Brussel een eigen Roze Huis. Zodoende begonnen in 1999 onderhandelingen tussen de vzw's Holebi Overleg Brussel (HOB) en Maison Arc-en-Ciel (MAC, het huidige Coordination Holebi Bruxelles (CHB)) met de stad Brussel. Als resultaat hiervan kon het Regenbooghuis op 15 oktober 2002 officieel geopend worden. Opmerkelijk is dat zowel de Nederlandstalige als de Franstalige holebigemeenschappen er een onderkomen gevonden hebben.

## Profiel
Het is een plek waar holebi’s en hun vrienden terechtkunnen voor informatie, onthaal of om elkaar te ontmoeten. Er komen verenigingen – ook niet holebi – samen om te vergaderen en er worden tal van socio-culturele activiteiten georganiseerd. Het Regenbooghuis is ook een café, dat openstaat voor iedereen en een informatiepunt over alles wat de holebi- en transgendergemeenschap aanbelangt.

## Activiteiten
Het Regenbooghuis organiseert drie grote jaarlijkse evenementen:
- Pride week (maand mei): tijdens de week die voorafgaat aan The Belgian Pride, organiseert het Regenbooghuis verschillende activiteiten
- L-Week (november): een week aan activiteiten voor de Brusselse lesbische, bi- en transvrouwen
- Knitting Against Aids (december): een groot evenement bedoeld om geld in te zamelen voor de strijd tegen hiv en aids
- HIV-café: een ontmoetingsplaats voor mensen met hiv en aids, elke laatste zondag van de maand

Voor landelijke activiteiten en aangelegenheden werkt het Regenbooghuis samen met çavaria (de Vlaamse federatie) en Arc-en-Ciel Wallonie (de Waalse federatie).